# 加法逆元
加法逆元（additive inverse）又稱相反數（opposite）、反数，其定義是對於任意數{\displaystyle a}，存在相反数滿足其與{\displaystyle a}的和為零（加法單位元）；{\displaystyle a} 的加法逆元表示為 {\displaystyle -a}。
在實數中，數{\displaystyle a}的相反數{\displaystyle -a}，稱為其加法逆元；相對地，數{\displaystyle a}的倒數{\displaystyle {\frac {1}{a}}}或{\displaystyle a^{-1}}，則稱為其乘法逆元。

## 一般定義
設「+」為一個交換性的二元運算，即對於所有{\displaystyle x}, {\displaystyle y}, {\displaystyle x+y=y+x}。若該集合中存在一個元素{\displaystyle 0}，使得對於所有{\displaystyle x}, {\displaystyle x+0=0+x=x}，則此元素是唯一的。如果對於一個給定的{\displaystyle x}，存在一個{\displaystyle x'}使得{\displaystyle x+x'=x'+x=0}，則稱{\displaystyle x'}是{\displaystyle x}的加法逆元。

## 特殊情況

### 定義
若「+」滿足結合律，則任意數的加法逆元是唯一的。

### 證明
反證法：
設{\displaystyle x}有兩個相異的加法逆元{\displaystyle x_{1}}、{\displaystyle x_{2}}

有{\displaystyle x=x+0} 的關係。

⇒ {\displaystyle 0=x+x_{1}=x+x_{2}}

⇒ {\displaystyle x_{1}=x_{2}}

產生矛盾，證訖。

## 例
- 向量空間：純量乘法{\displaystyle -1}
- 歐幾里得空間：以原點為中心的反演變換